# Scott Steiner
Scott Carl Rechsteiner (* 29. Juli 1962 in Bay City, Michigan), besser bekannt unter seinem Ringnamen Scott Steiner, ist ein US-amerikanischer Wrestler. Er erlangte große Bekanntheit durch seine Auftritte bei World Championship Wrestling mit seinem älteren Bruder Rick als Steiner Brothers und als Mitglied der New World Order.
Aktuell steht Steiner bei Impact Wrestling unter Vertrag. Er ist ebenfalls bekannt durch seine Auftritte bei den Jim Crockett Promotions, World Wrestling All-Stars und World Wrestling Entertainment.

## Wrestling-Karriere

### Anfänge
Scott Rechsteiner, der jüngere Bruder von Robert Rechsteiner, begann seine Wrestling-Karriere unter seinem bürgerlichen Namen in der World Wrestling Association (WWA), die in Indianapolis beheimatet war. Im August 1986 durfte er sich den WWA Heavyweight Championtitel von Greg Wojokowski sichern. 1988 ließ man ihn das AWA Renegade Rampage Turnier gewinnen.
Danach trat er in der CWA an, wo er sich auch zweimal die Tag-Team-Titel holen konnte. Er schloss sich schließlich mit seinem Bruder zum Tag-Team Steiner Brothers zusammen und konnte mit diesem für World Championship Wrestling arbeiten.

### World Championship Wrestling (1989–1992)
Die Steiner Brothers gaben bei der Veranstaltung Clash of the Champions VII ihr Debüt gegen das Team Mike Rotunda und Kevin Sullivan. Am 1. November 1989 durften sie die Fabulous Freebirds besiegen und damit zum ersten Mal den WCW Tag Team Titel halten. Bis 1992 hielten die Steiner Brothers den WCW Tag Team Titel noch ein weiteres Mal, bis Scotts Bruder Rick Steiner die WCW verließ. Da Scott Steiner als Einzelwrestler nur wenig erfolgreich war, verließ er noch im selben Jahr ebenfalls die WCW.

### World Wrestling Federation (1992–1994)
Ende des Jahres 1992 unterschrieb er mit seinem Bruder einen Vertrag beim Konkurrenz-Verband, der World Wrestling Federation. Das Tag Team wurde wiedervereint und ab 1993 ließ man sie eine lange Fehde mit dem Tag Team Money Inc., bestehend aus den Wrestlern Ted „Million Dollar Man“ DiBiase und Irwin R.Schyster (I.R.S) führen. Im Verlauf dieser Fehde gewannen die Steiner Brothers zweimal den World Tag Team Titel. Zuletzt verloren die Steiner Brothers diesen Titel im September 1993 an die Quebecers. Mitte 1994 verließen beide Brüder die Promotion.

### Extreme Championship Wrestling (1995)
Gemeinsam mit seinem Bruder Rick feierte Scott Steiner am 28. Juli 1995 sein Debüt bei Extreme Championship Wrestling. Nach mäßigem Erfolg verließen die Brüder die ECW bereits wieder im Oktober 1995.

### Rückkehr zur WCW (1996–2001)

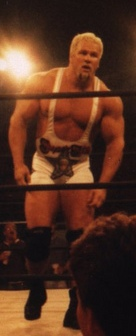
Steiner, 1998

Nach der Rückkehr des Brudergespanns zur WCW stellte sich schon bald der Erfolg ein. So konnten die Steiners gegen die amtierenden Champions Harlem Heat die WCW World Tag Team Championship Titel sichern, die Harlem Heat jedoch nach zwei Tagen zurückgewannen. Daraufhin gelang den Steiner Brothers die Revanche gegen die Quebecers, die mittlerweile unter dem Namen French Canadiens bei der WCW unter Vertrag standen.
Danach fehdeten die Steiners gegen die Outsiders, bestehend aus Scott Hall und Kevin Nash, um die World Tag Team Championship Titel, die im Verlauf der Auseinandersetzung mehrmals die Besitzer wechselten. Bis ins Jahr 1998 erhielten die Steiner Brothers die WCW Tag Team Titel insgesamt sechsmal, bis man Scott überraschend das erfolgreiche Tag Team durch einen gespielten Angriff gegen seinen Bruder auflösen ließ, um sich der damaligen Gruppierung nWo (New World Order) anzuschließen.
Sein Bruder, der sich laut Storyline weigerte, sich ebenfalls der Gruppierung anzuschließen, wurde mit ihm in eine Fehde gesteckt. Im Jahr 2000 musste Scott Rechsteiner wegen einer schweren Rückenverletzung mehrere Monate pausieren. Im April 2000 kehrte er zurück. Ab diesem Zeitpunkt gab man ihm einen Karriereschub als Einzelwrestler, der ihm 2001 den WCW World-Titel bescherte.

### World Wrestling Allstars (2001–2002)
Die WCW ging in der Folge jedoch bankrott und wurde vom Konkurrenten World Wrestling Federation aufgekauft, welche Rechsteiner nicht übernahm. Daraufhin unterschrieb er einen Vertrag bei der WWA (World Wrestling All-Stars), die zahlreiche ehemalige Wrestler der WCW übernahm.

### Rückkehr zur WWE (2002–2004)
Rechsteiner kehrte bei der Großveranstaltung Survivor Series 2002 zurück. Obwohl seine Rückkehr zur ehemaligen WWF zunächst vielversprechend begann, indem er den amtierenden World Heavyweight Champion Triple H herausforderte, rutschte Rechsteiner schnell in die Mid-Card ab. Aufgrund dieser Entwicklung verließ Scott Rechsteiner die WWE am 17. August 2004.

### Total Nonstop Action Wrestling (2006–2012, seit 2017)

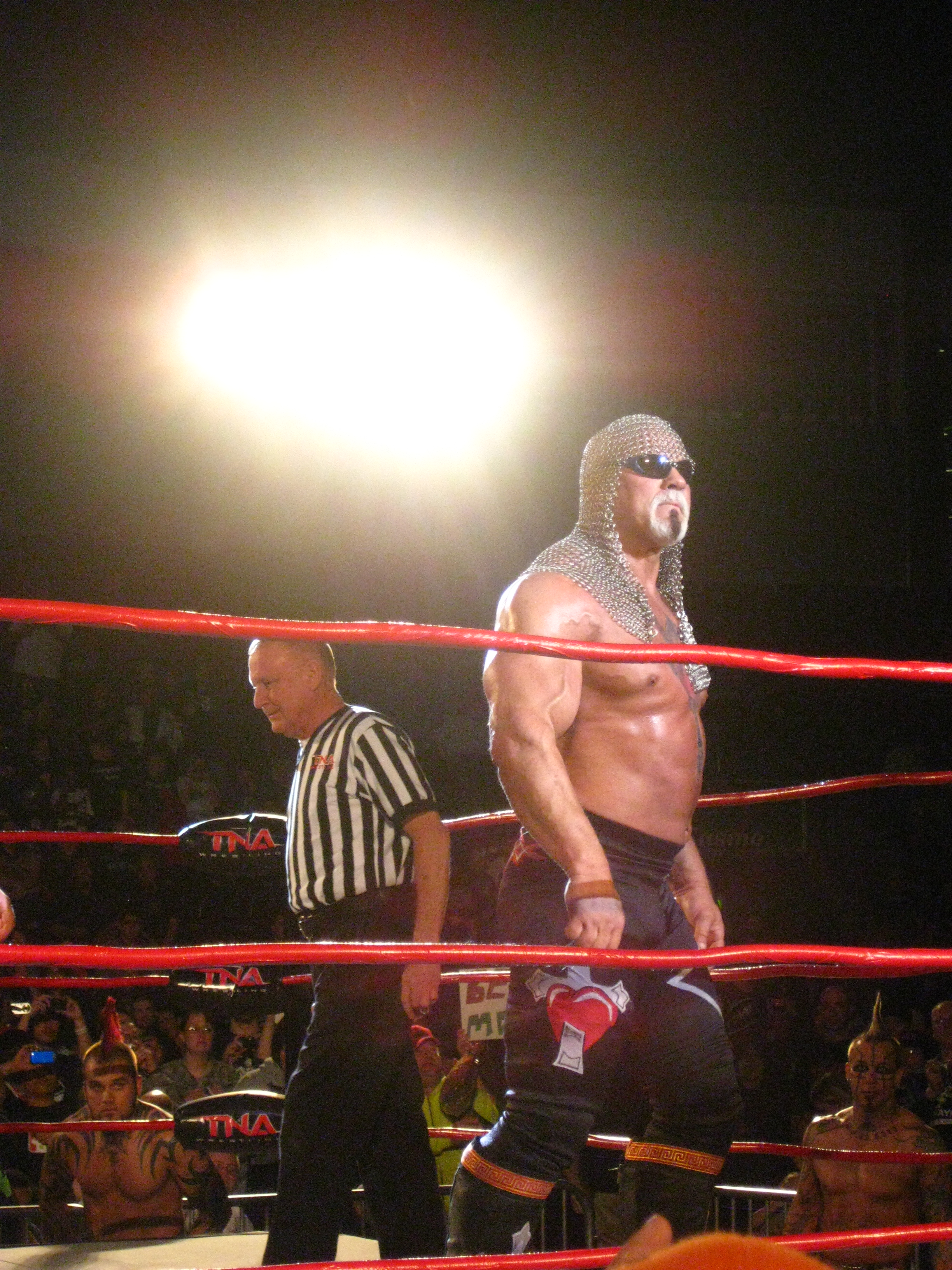
Steiner bei einem TNA Wrestling Event

Danach trat er 2 Jahre lang zeitweise in unabhängigen Ligen auf. Sein größter Erfolg war dabei der Gewinn des NWA Mid-Atlantic Heavyweight Titels, den er 2005 erhielt und bis ins Jahr 2006 trug. Im März 2006 debütierte Rechsteiner bei Total Nonstop Action Wrestling (kurz TNA), allerdings besaß er keine langfristige vertragliche Bindung, sondern lediglich eine Einstellung für mehrere Wochen.
Im Februar 2007 kam er zurück zu TNA und man ließ ihn sich dort der Gruppierung Christian’s Coalition anschließen. Als Mitglied dieser Fraktion fehdete er gegen Kurt Angle.
Mitte Mai 2007 verpflichtete TNA auch Scotts Bruder, wodurch das erfolgreiche Tag Team der Steiner Brothers wieder zusammen auftreten konnte. Im Juni erlitt Scott bei einem Match in Puerto Rico eine lebensbedrohliche Kehlverletzung und musste notoperiert werden. Erst im Juli war er wieder einsatzfähig. In der Zwischenzeit wurde er von Road Warrior Animal vertreten.
Im Jahr 2008/2009 bildete er zusammen mit Kurt Angle, Kevin Nash, Sting und Booker T das Stable „The Main Event Mafia“.
Nach einer einjährigen Pause ab Ende 2009 feierte Rechsteiner im Januar 2011 im Alter von 48 Jahren abermals seine Rückkehr ins Programm von TNA, um an einer angelegten Storyline zwischen den Gruppierungen Immortal und Fortune teilzunehmen. Nach weiteren, kleinen Programmen verließ er TNA im März 2012.
Am 23. April 2017 kehrte Rechsteiner zu Impact Wrestling zurück, um sich Josh Mathews gegen Joseph Park anzuschließen.
Am 2. Juli 2017 trat Steiner bei Slammiversary mit seinem Partner Josh Mathews gegen Jeremy Borash und Joseph Park in einem "No Disqualification" Match an. Borash und Park gewannen das Match.
Nach einer 6-monatigen Pause kam Steiner zurück zu Impact Wrestling.

## Außerhalb des Wrestlings
Steiner veröffentlichte 2010 die DVD "Freak Show: The Big Poppa Pump Workout", in der er seine Trainingsroutine demonstriert. Steiner spielt eine der Hauptrollen in dem 2017 erschienenen Bollywood-Film "Enredados: La Confusión".

## Wrestling-Erfolge
World Wrestling Federation

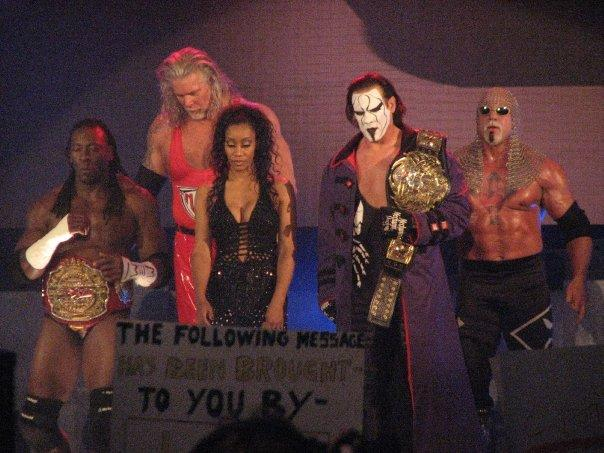
Steiner als Mitglied der Main Event Mafia

- WWF Tag Team Championship (2× mit Rick Steiner)

World Championship Wrestling
- WCW World Heavyweight Championship (1×)
- WCW World Television Championship (2×)
- WCW United States Heavyweight Championship (2×)
- WCW World Tag Team Championship (7× mit Rick Steiner)
- WCW United States Tag Team Championship (1× mit Rick Steiner)
- Pat O’Connor Memorial Tag Team Tournament (mit Rick Steiner 1990)
- Triple Crown Champion

New Japan Pro Wrestling
- IWGP Tag Team Championship (2× mit Rick Steiner)

Total Nonstop Action Wrestling
- TNA World Tag Team Championship (1× mit Booker T, 1× mit Eli Drake)

World Wrestling All-Stars
- WWA World Heavyweight Championship (1×)

Ring Ka King
- Ring Ka King Tag Team Championship (1× mit Abyss)

Continental Wrestling Association
- CWA Tag Team Championship (1× mit Billy Travis, 1× mit Jed Grundy)

Mid-Atlantic Championship Wrestling
- NWA Mid-Atlantic Heavyweight Championship (1×)
- NWA Mid-Atlantic Tag Team Championship (1× mit Rick Steiner)

Pro-Wrestling America
- PWA Tag Team Championship (1× mit Rick Steiner)

Stars and Stripes Championship Wrestling
- SSCW Heavyweight Championship (1×)

World Wrestling Association (Indianapolis)
- WWA World Heavyweight Championship (1×)
- WWA World Tag Team Championship (1× mit Jerry Graham, Jr.)

World Wide Wrestling Alliance
- WWWA Heavyweight Championship (1×)